# Rete tranviaria di Jena
La rete tranviaria di Jena è la rete tranviaria che serve la città tedesca di Jena. È composta da otto linee.